# Адольф Берман
Авраам Адольф Берман (також пишеться Берману, 13 липня 1876 — серпень 1943) — художник міжвоєнної Польщі, найбільш відомий своїми картинами на відкритому повітрі єврейського містечкового життя, а також пейзажами та груповими портретами. Більшу частину свого життя він провів у Лоді та помер під час ліквідації Білостоцького гетто в Голокост.

## Біографія
Місце народження Бермана невизначене. Він народився або в містечку Туккум поблизу Мітави, або в Ризі (джерела різняться), син Ружи та Маркуса Берман, який прибув у Лодзь десь до кінця століття. Адольф навчався мистецтву у Якуба Каченбогена в його приватній школі малювання в Лоді до 1900-х років. Він продовжив навчання в Мюнхені у 1900—1904 роках, спочатку приватно, потім в Академії образотворчих мистецтв Мюнхена при Габріелі фон Хакле. Його картини надихнули мистецтвознавця Зігмунта Бомберга-Батовського написати: «Їх різноманітні теми, змальовування — це завжди мальовниче. Цей скромний художник завжди ґрунтовно і з любов'ю розглядає будь-які питання, які викликає певна тема, щоб найкращим чином вирішити проблему їх викладу».  
[джерело?]

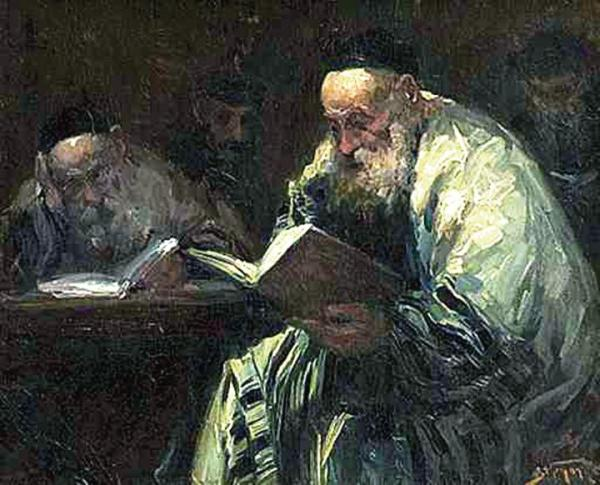
Адольф Берман, читачі Талмуда

Випускник Академії образотворчих мистецтв у Мюнхені, першим комерційним успіхом Бермана був продаж серії картин та малюнків колекціонеру мистецтв у Лодзі у 1905 році, що дозволило йому подорожувати до Парижа. Він жив там, навчався в Академії та працював наступні п'ять років. З 1924 по 1927 рік Берман подорожував до Палестини, Єгипту та пізніше Марокко. Його пейзажі, що походять з того періоду, стали найбільш відомою частиною його творчості. Палітра Бермана стала яскравішою в той період із впровадженням імпресіоністичних тонів. У 30-х роках він повернувся до Польщі і вперше поїхав до Казимира Дольного. Там він створив одну з найважливіших своїх робіт «Інтер'єр синагоги» в Казимірі Дольному.
Берман був живописцем сцен із повсякденного життя польських євреїв та краєвидів єврейських кварталів. Його картина 1914 р. «Єврейська наречена» була використана для обкладинки книги «Історії, які наші батьки вважають занадто болісною розповісти», спочатку мемуару, написаного на ідиші під назвою "Знищення білостоцького єврейства " Рафаеля Раджнера та Генрі Р. Лева.
Останній його великий експонат відбувся у 1935 році в Лодзі. Після вторгнення нацистів Німеччини та Радянського Союзу до Польщі, Берман втік до Білостока в російській зоні окупації. Він був убитий у 1943 р. Гітлерівцями в Білостоцькому гетто в часи небезпечного повстання в Білостоцькому гетто. Багато картин Бермана були знищені у Другій світовій війні. Деякі його картини можна знайти в Історичному музеї Кракова та в музеї Лодзі.